# 1206 Numerowia
Az 1206 Numerowia (ideiglenes jelöléssel 1931 UH) a Naprendszer kisbolygóövében található aszteroida. Karl Wilhelm Reinmuth fedezte fel 1931. október 18-án, Heidelbergben.